# Monarquia da Arábia Saudita
A monarquia da Arábia Saudita é um sistema de governo, no qual um monarca hereditário é o soberano da Arábia Saudita. A Arábia Saudita também é uma monarquia absoluta, portanto o monarca saudita detém completo poder sob o governo, e não é restringido por nenhuma constituição ou legislação nacional. O atual comandante-em-chefe é o rei Salman Al Saud.

## História
O rei Ibn Saud começou a conquistar a Arábia Saudita em 1902, restaurando a sua família como emires de Riade. Ele então começou a conquistar o primeiro Négede (1922) e depois o Hejaz (1925). Ele progrediu do sultão de Négede, ao rei de Hejaz e Négede e, finalmente, o termo foi o de rei da Arábia Saudita, estabelecido em 1932.

## Sucessão
Filhos de Ibn Saud são considerados como tendo pedido principal na realeza da Arábia Saudita. Isso faz com que a monarquia saudita seja bastante distintas das monarquias ocidentais, que geralmente apresentam definidas famílias reais e ordens de sucessão.

## Situação jurídica
A Arábia Saudita é governado pela lei islâmica e portanto, é um estado islâmico, mas muitos muçulmanos entendem uma monarquia hereditária como sendo um sistema de governo falho.

## Outras funções
O rei da Arábia Saudita é também considerado o chefe da Casa de Saud e o primeiro-ministro. O príncipe herdeiro é também o "Vice-Primeiro Ministro." Os reis Faisal, após terem nomeado um "segundo vice-primeiro-ministro", como o herdeiro seguinte. O ex-príncipe herdeiro da Arábia Saudita e meio-irmão de Abdullah, o príncipe Sultan morreu em 22 de Outubro de 2011. O Segundo Vice-Ministro desde então é o príncipe Nayef .

## Reis da Arábia Saudita (1932-presente)

### Casa de Saud
| Imagem | Nome           | Data de nascimento     | Início do reinado      | Fim do reinado                    | Data da morte                     |
| ------ | -------------- | ---------------------- | ---------------------- | --------------------------------- | --------------------------------- |
|        | Ibn Saud       | 15 de janeiro de 1876  | 22 de setembro de 1932 | 9 de novembro de 1953             | 9 de novembro de 1953             |
|        | Saud           | 12 de janeiro de 1932  | 9 de novembro de 1953  | 2 de novembro de 1964 (abdicou)   | 23 de fevereiro de 1969           |
|        | Faisal         | 1906                   | 2 de novembro de 1964  | 25 de março de 1975 (assassinado) | 25 de março de 1975 (assassinado) |
|        | Khalid         | 1912                   | 25 de março de 1975    | 13 de junho de 1982               | 13 de junho de 1982               |
|        | Fahd           | 16 de março de 1921    | 13 de junho de 1982    | 1 de agosto de 2005               | 1 de agosto de 2005               |
|        | Abdullah       | 1 de agosto de 1924    | 1 de agosto de 2005    | 22 de Janeiro de 2015             | 22 de Janeiro de 2015             |
|        | Salman Al Saud | 31 de dezembro de 1935 | 22 de janeiro de 2015  |                                   |                                   |